# Charles Barthélemy de Saint-Fief
Pour les articles homonymes, voir Barthélemy.
Charles Barthélemy de Saint Fief, né le 28 novembre 1752 à Salmagne (Meuse), mort le 22 septembre 1841 à Poitiers (Vienne), est un général de brigade de la Révolution française.

## États de service
Il entre en service le 21 décembre 1766, comme aspirant d'artillerie, élève le 3 juillet 1768, il devient lieutenant en second le 21 juin 1769, et lieutenant en premier le 24 juillet 1778. Il obtient une commission de capitaine le 4 mai 1783, et il passe capitaine en second le 11 juin 1786 puis capitaine commandant le 1er avril 1791. Il a été fait chevalier de Saint-Louis.
Le 8 décembre 1791, il est nommé adjudant-général lieutenant-colonel, et adjudant-général colonel le 9 septembre 1792, à l’armée du Nord. Il est employé comme adjoint au ministère de la guerre le 11 février 1793, et il est promu général de brigade le 8 mars suivant. Muté à l'armée de réserve en mars 1793, puis à l’armée des côtes de La Rochelle, il est suspendu de ses fonctions le 4 août 1793.
Remis en activité le 29 septembre 1796, il refuse le commandement de l’artillerie de l’armée de Sambre-et-Meuse le 29 octobre 1796.
Il se retire à Pleuville en Charente, où il exerce la fonction de maire jusqu’en 1829.
Il meurt le 22 septembre 1841, à Poitiers.

## Sources
- (en) « Generals Who Served in the French Army during the Period 1789 - 1814: Eberle to Exelmans »
- Charles Barthélemy de Saint Fief  sur roglo.eu
- (pl) « Napoléon.org.pl »
- Georges Six, Dictionnaire biographique des généraux & amiraux français de la Révolution et de l'Empire (1792-1814), Paris : Librairie G. Saffroy, 1934, 2 vol., p. 411-412